# Carte de identitate

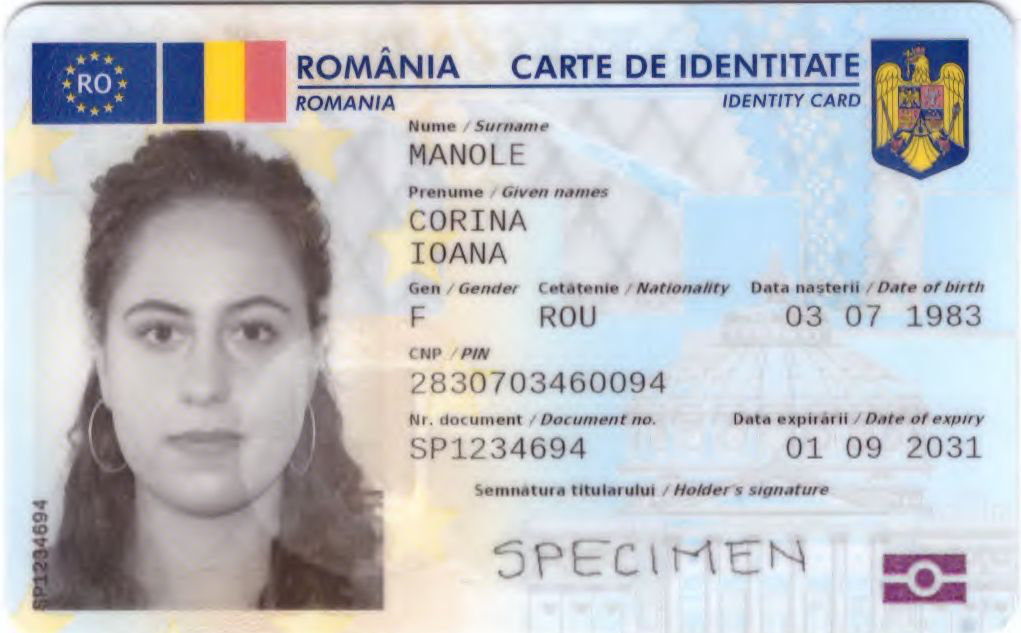
Rumänischer Personalausweis, ausgestellt ab dem 2. August 2021

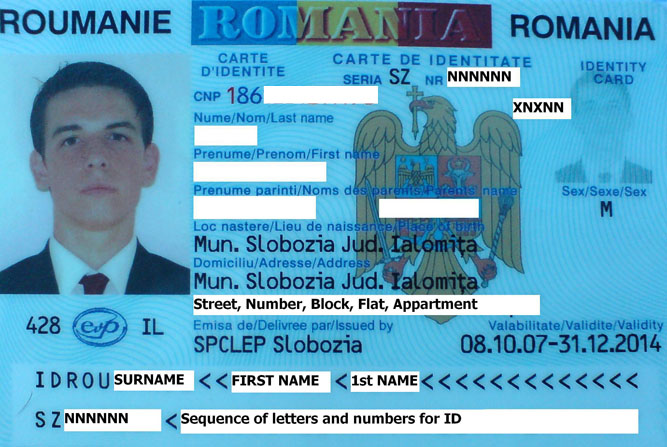
Ältere Version

Carte de identitate ist ein amtlicher Personalausweis, der jedem rumänischen Bürger mit Wohnsitz in Rumänien ausgestellt wird.
Obwohl rumänische Staatsbürger, die im Ausland leben, von der Ausstellung eines Personalausweises befreit sind, können sie, wenn sie beabsichtigen, einen vorübergehenden Wohnsitz in Rumänien zu begründen, einen vorläufigen Personalausweis beantragen.
Ab 1949, dem Jahr des Gründungsregisters in Rumänien, wurden die an rumänische Staatsbürger ausgegebenen Personalausweise landesweit einheitlich gedruckt.
Das neue Ausweisdokument weist die Identität und die Wohnadresse des Inhabers nach.